# Економіка Катару
Катар — багата держава з сучасною, добре розвиненою інфраструктурою. Основні галузі промисловості: нафто- та газодобувна, нафто- та газопереробна, виробництво добрив, сталеливарна, цементна та ін. Основний транспорт — автомобільний, морський, трубопровідний. Протяжність автомобільних доріг 1230 км (з них 90 % із твердим покриттям). Вони зв'язують Катар з Саудівською Аравією і ОАЕ. Морські порти: Доха та Умм-Саїд. Функціонують чотири аеропорти, з них один міжнародний — в столиці Доха.

## Історія
За даними [Index of Economic Freedom, The Heritage Foundation, U.S.A. 2001]:
- ВВП — 8,3 млрд $ (1997). За іншими даними — 15,1 млрд $ (2000).
- Темп зростання ВВП — 2 %.
- ВВП на душу населення — 11 285 $. За іншими даними — 20 300 $ (2000).
- Імпорт (техніка і транспортні засоби, продовольство, продукція хімічної промисловості, сировина для металургійної промисловості) переважно з Великої Британії (25,2 %), Японії (9,6 %), США (9,2 %), Італії (6,1 %), Німеччини (5,8 %, 1997).
- Експорт (головним чином нафта, нафтопродукти — 80 % експорту, зріджений газ, добрива, сталь, цемент, креветки, перли) до Японії (49,7 %), Сінгапуру (12 %), Південної Кореї (9,4 %), США (2,8 %).

У вартісному вираженні експорт у 2,5 раза перевищує імпорт.
За даними The Mining Journal Ltd 2002 дійсний ВВП зріс у 2000 р. на 12 %, у 2001 — на 5,8 % (оцінка) і близько 5,9 % після 2002 (оцінка). Зростання ВВП ґрунтується значною мірою на передбаченні зростання у виробництві і експорті природного газу. Основним промисловим центром є Доха. У структурі ВВП головними є сфера послуг (50 %) і промисловість (49 %), на частку сільського господарства припадає близько 1 %.

## Промисловість
Розвиваються такі нові галузі, як виробництво добрив, металургійна, цементна, нафтохімічна, хімічна і борошномельна промисловість. Більша частина промислових підприємств і сфери послуг належить державі, але обсяг приватних капіталовкладень у виробництво зростає.

## Сільське господарство
Сільське господарство розвинене слабко і включає кочове скотарство і вогнища землеробства та садівництва в оазах. Тільки у північних районах, де ґрунтові води підходять близько до поверхні або виходять на неї, сформувалися невеликі ареали ґрунтів, придатних для землеробства.
Вирощують овочі, фрукти, фініки, кукурудзу, просо. Одержують куряче м'ясо, яловичину, молочні продукти. Населення займається також рибальством (ловлять тунця, макрель, сардину, ставриду і інші) та видобутком перлів. Власне сільськогосподарське виробництво забезпечує лише близько 10 % потреб в продовольстві.

## Водозабезпечення
Оскільки Катар відчуває дефіцит прісної води, майже всі потреби в ній покриваються за рахунок опріснення морської води в промислових масштабах. Опріснювальні установки працюють за рахунок енергії, яку отримують від спалення природного газу.

## Енергетика
У Катарі щорічно виробляється бл. 36 млрд кВт·год (2014) електроенергії при споживанні бл. 34 млрд кВт·год (2014).